# Johann Anton Rizzi
Johann Anton Rizzi (* 26. November 1825 in Cazis, Kanton Graubünden; † 12. April 1868 in Mailand; heimatberechtigt in Cazis) war ein Schweizer Porträtmaler und Kirchenmaler.

## Leben und Werk
Johann Anton Rizzi war der Sohn des Wilhelm Maria Rizzi und half diesem schon früh bei seinen Arbeiten. Rizzi absolvierte von 1846 bis 1846 eine Ausbildung an der Accademia di belle Arti di Brera. Er porträtierte zahlreiche Persönlichkeiten aus Kirche und Staat. Zudem schuf er für zahlreiche Kirchen im Kanton Graubünden Gemälde und Freskowandmalereien. Rizzi lebte ab 1863/1864 in Mailand und war mit Angelina Scurati verheiratet. In Cazis fand am 23. November 2013 die Einweihung der Gedenktafel für Wilhelm Maria Rizzi und Johann Anton Rizzi statt.